# Yesterday's Enterprise
"Yesterday's Enterprise" é o décimo quinto episódio da terceira temporada da série de ficção científica estadunidense Star Trek: The Next Generation. É o 63.º episódio geral da série, tendo sido exibido pela primeira vez nos Estados Unidos por redifusão em 19 de fevereiro de 1990. The Next Generation se passa no século XXIV e acompanha as aventuras da tripulação da nave estelar USS Enterprise-D. Neste episódio, a tripulação encontra a viajante no tempo USS Enterprise-C e precisa decidir se deve enviá-la de volta ao passado para a morte certa a fim de impedir danos na linha temporal.
O enredo de "Yesterday's Enterprise" foi baseado na fusão de duas ideias diferentes, uma em que a tripulação encontrava a viajante no tempo Enterprise-C e outra que tinha o retorno da atriz Denise Crosby, cuja personagem Tasha Yar havia sido morta durante um episódio da primeira temporada da série. Os roteiristas Trent Christopher Ganino e Eric A. Stillwell reescreveram a história fundida para que a personagem de Guinan tivesse um papel mais proeminente. O roteiro final acabou sendo finalizado por uma equipe de cinco outros roteiristas para que pudesse ficar pronto em tempo para as filmagens.
As filmagens duraram uma semana e alguns elementos do roteiro acabaram não sendo incluídos por limitações de tempo. Uma nova miniatura foi criada para representar a Enterprise-C e a equipe de direção de arte modificou vários dos cenários da Enterprise-D para diferenciar as duas linhas temporais apresentadas na história. "Yesterday's Enterprise" teve uma das maiores audiências da terceira temporada com um índice Nielsen de 13,1. O episódio foi muito bem recebido pela crítica e membros da equipe de produção, sendo amplamente considerado como um dos melhores de The Next Generation.

## Enredo
A nave estelar USS Enterprise (NCC-1701-D) encontra uma fenda no espaço-tempo de onde emerge uma danificada USS Enterprise (NCC-1701-C), uma nave que se acreditava ter sido destruída duas décadas antes. A linha do tempo passa por uma mudança radical e a Enterprise-D se transforma em uma nave de guerra, com a Federação dos Planetas Unidos estando em guerra contra os klingons. Worf e Deanna Troi desaparecem, com Tasha Yar, morta anos antes, assumindo o posto de oficial tática. Apenas a bartender Guinan percebe que a realidade mudou, conversando com o capitão Jean-Luc Picard. Ela sugere que a Enterprise-C deve retornar ao passado, mas Picard se recusa a ordenar tal coisa seguindo apenas a intuição de Guinan, pois significaria uma missão suicida.
A capitão Rachel Garrett da Enterprise-C e sua tripulação descobrem que viajaram no tempo. Ela explica que responderam a um pedido de socorro de um posto klingon e foram atacados por naves romulanas. Picard e seus oficiais discutem entre si se devem enviar a outra nave de volta ao passado. O comandante William T. Riker argumenta que as mortes seriam sem sentido, mas o tenente-comandante Data sugere que os klingons considerariam isso como um ato de honra. Picard revela a Garrett que a Federação está à beira da derrota e uma nave estelar a mais não fará diferença, mas se a Enterprise-C voltar ao passado ela talvez consiga impedir que a guerra comece. Garrett concorda e informa sua tripulação. As duas Enterprise são emboscadas por naves klingons e Garrett é morta, com seu timoneiro tenente Richard Castillo assumindo o comando.
Yar se aproxima de Castillo, mas fica inquieta com Guinan, que revela que Yar teve uma morte sem sentido na outra linha do tempo. Yar pede para ser transferida para a Enterprise-C. Naves klingons atacam enquanto a Enterprise-C se prepara para entrar na fenda espaço-temporal. Esta fica instável e Picard ordena que a Enterprise-D de cobertura para a Enterprise-C. A Enterprise-D sofre enormes danos e baixas, incluindo a morte de Riker. A Enterprise-C entra na fenda com a Enterprise-D à beira da destruição, restaurando a linha do tempo original. Guinan, apenas sutilmente ciente do que ocorreu, pede para que o tenente-comandante Geordi La Forge lhe conte a respeito de Yar.

## Produção

### Desenvolvimento
Michael Piller se tornou o roteirista chefe de Star Trek: The Next Generation no início de sua terceira temporada. Dentre as mudanças que ele implementou estava um processo de apresentação de histórias aberto a amadores e roteiristas sem representante. A Paramount Television foi contra esta mudança, mas mesmo assim The Next Generation se tornou a primeira série de televisão dos Estados Unidos a permitir que tais roteiristas enviassem seus roteiros. O estúdio recebeu mais de cinco mil roteiros em um ano.
Dentre os roteiros enviados por roteiristas independentes e aspirantes estava um escrito por Trent Christopher Ganino. Este era um roteiro especulativo enviado em abril de 1989 ao escritório do associado de pré-produção Eric A. Stillwell, intitulado "Yesterday's Enterprise". A história envolvia a USS Enterprise (NCC-1701-D) respondendo a uma crise no espaço e encontrando a sua predecessora USS Enterprise (NCC-1701-C), que tinha sido destruída dezoito anos antes. A tripulação da Enterprise-C ficaria maravilhada pela tecnologia da nave estelar mais nova e o capitão Jean-Luc Picard seria confrontado com o dilema de revelar para eles seu verdadeiro destino. Um alferes da Enterprise-C descobriria a verdade e entraria em pânico, forçando Worf e William T. Riker a capturá-lo quando tenta escapar. Naves inimigas atacariam e a Enterprise-D defenderia a Enterprise-C usando a mesma manobra que havia destruído esta nave no passado. O alferes voltaria para sua nave, que então retornaria ao passado para sua destruição certa.
Processar todos os rascunhos enviados poderia demorar de algumas semanas a um ano devido ao enorme número de roteiros enviados e acumulados. O roteiro de Ganino foi "registrado" em 2 de maio e lido pela primeira vez um mês depois por Richard Manning, um coprodutor na equipe de roteiristas. Manning comentou que o rascunho "não é terrível, não é particularmente original, mas bom em alguns lugares, ruim em outros". Esta avaliação foi suficiente para mantê-lo em circulação entre a equipe.
A editora executiva de histórias Melinda Snodgrass leu o roteiro especulativo de Ganino para "Yesterday's Enterprise" em meados de junho e prendeu uma anotação nele declarando que a história era uma "ideia interessante". Um roteiro chamado de "cobertura" foi escrito em agosto, delineando o enredo e dando algumas opiniões a seu respeito. Esta análise dizia que a história era um "bom esforço de um roteirista sem representante" e considerava as caracterizações fracas dos personagens e questões de enredo como elementos corrigíveis. A principal questão era se os produtores de The Next Generation queriam produzir um episódio que envolvesse viagem no tempo.
Enquanto isso, Ganino e Stillwell criaram uma amizade e começaram a desenvolver ideias para outros episódios. Gene Roddenberry, criador e produtor executivo de The Next Generation, tinha distribuído um memorando afirmando que o retorno do ator Leonard Nimoy no seu papel clássico de Spock seria algo improvável devido a considerações financeiras, sugerindo em vez disso que uma alternativa razoável fosse trazer o ator Mark Lenard, que tinha interpretado Sarek, o pai de Spock. Stillwell durante este mesmo período conheceu em uma convenção em San José a atriz Denise Crosby, que tinha interpretado a personagem tenente Tasha Yar durante a primeira temporada da série. Crosby admitiu durante um jantar que sentia saudades de fazer parte da série e sugeriu que Stillwell escrevesse um roteiro que trouxesse a personagem de volta, que tinha sido morta no episódio "Skin of Evil" da primeira temporada. Ganino e Stillwell começaram a trabalhar em ideias que envolvessem tanto Yar quanto Sarek.
Ganino e Stillwell eram particularmente fãs dos episódios "Mirror, Mirror" e "The City on the Edge of Forever", ambos de Star Trek: The Original Series, desejando combinar elementos dos dois para um episódio de The Next Generation. Os roteiristas conceberam uma história envolvendo uma equipe de vulcanos investigando o Guardião da Eternidade. Surak, o fundador da lógica vulcana moderna, acaba sendo morto no passado e isto cria enormes mudanças na linha temporal. Romulanos e vulcanos unem forças para atacarem a Federação dos Planetas Unidos, Worf deixa de ser membro da tripulação da Enterprise e Yar continua viva. Sarek e os vulcanos junto ao Guardião da Eternidade são as únicas pessoas que não foram afetadas pela mudança, com Sarek no final retornando ao passado para assumir o lugar de Surak, restaurando a linha temporal.
Os dois roteiristas apresentaram "Yesterday's Enterprise" a Piller, que sugeriu ao produtor executivo Rick Berman que a história, não o roteiro, fosse comprada. Piller disse a Ganino em uma reunião que ele queria fazer alterações, incluindo a adição de Yar. Stillwell temeu que o que eles consideravam uma história melhor seria perdida se mudanças fossem feitas a "Yesterday's Enterprise", assim apresentou a Piller a história sobre o Guardião da Eternidade. O produtor ficou intrigado por elementos do enredo, mas achou que o uso do Guardião era um "artifício" e desejava que The Next Generation fizesse coisas por conta própria. Em vez disso, Piller sugeriu que as duas histórias fossem fundidas, com Ganino e Stillwell compartilhando crédito. Piller sugeriu que a tripulação da Enterprise-D passasse por uma transformação imediata devido à presença da Enterprise-C e que a bartender Guinan seria essencial para perceberem que algo estava errado. Os dois roteiristas receberam duas semanas para terminarem a nova história.

### Roteiro
Ganino e Stillwell completaram sua nova história combinada em uma semana, passando horas todos os dias no apartamento de Stillwell trabalhando em cada detalhe. Eles se sentiram pressionados a escreverem uma história que Piller considerasse aceitável, pois queriam ter a oportunidade de escrever o roteiro final. O tratamento foi entregue em 10 de outubro. Piller imediatamente decidiu comprar a história e distribuiu o tratamento para a equipe de roteiristas enquanto discutia mudanças. Ele achava que os sentimentos românticos de Data com Yar eram exagerados e que uma sonda alienígena que servia de parte central da história era uma trapaça para resolver o dilema de Picard. Piller queria que Ganino e Stillwell aumentassem o papel de Guinan e encontrassem outro arco para Yar. Um tratamento revisado que incorporava as mudanças foi enviado no dia 29. Ganino e Stillwell acabaram não sendo envolvidos no desenvolvimento do roteiro. Ambos foram pagos 2,4 mil dólares, o mínimo exigido pelo Sindicato dos Roteiristas.

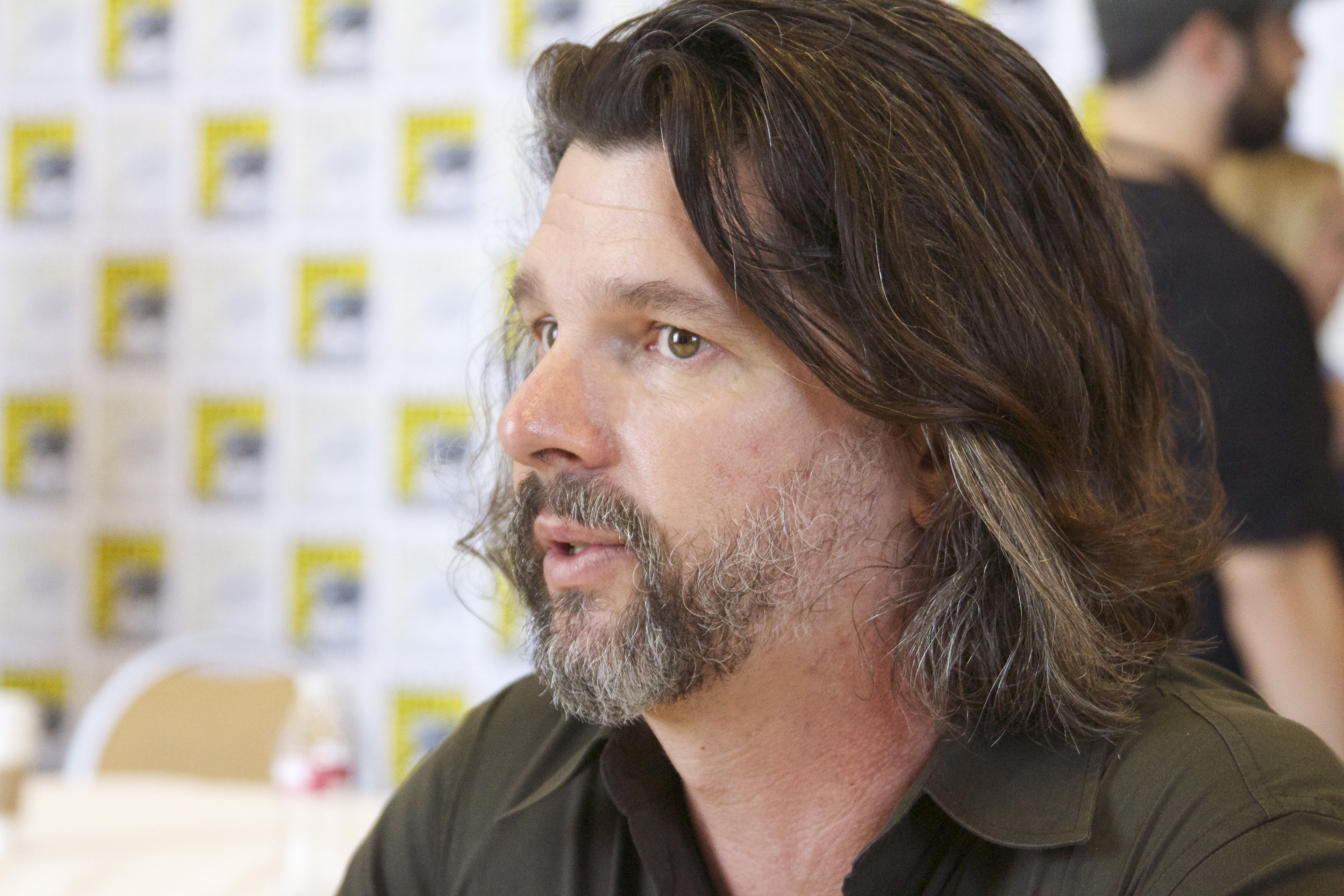
Ronald D. Moore poliu a história de Ganino e Stillwell e foi um dos roteiristas que escreveu o roteiro final do episódio

A produção de "Yesterday's Enterprise" tinha originalmente sido programada para ocorrer janeiro de 1990, mas foi adiantada para dezembro de 1989 com o objetivo de acomodar as disponibilidades de filmagem de Crosby e Whoopi Goldberg, que interpretava Guinan. A tarefa de escrever e polir um novo tratamento na metade do tempo ficou com Ronald D. Moore, que enviou seu primeiro rascunho em 9 de novembro. O rascunho de Moore removia a sonda alienígena e deixava o universo alternativo mais militarista, com a Federação em guerra contra os klingons, transformando também a oficial comandante da Enterprise-C em uma mulher. Alguns personagens, como a conselheira Deanna Troi, aparecem apenas brevemente no início do episódio para dar mais tempo em tela para os personagens convidados. Uma lista detalhada com personagens e cenas foi distribuída no dia 27.
Uma equipe de roteiristas foi designada para escrever o roteiro por limitações de tempo. Além do crédito de história para Ganino e Stillwell, Moore, Manning, Ira Steven Behr e Hans Beimler escreveram o roteiro, com Piller dando os toques finais. Como o Sindicato dos Roteiristas não permitia que mais de três roteiristas fossem creditados, quatro depois de uma autorização especial ter sido concedida, Piller concordou em ter seu nome omitido. Um primeiro rascunho parcial foi enviado em 30 de novembro para que a pré-produção pudesse começar. Cada um dos roteiristas assumiu um ato diferente, com Moore ficando com o teaser, o primeiro ato e se voluntariando para escrever o quinto e último. Por os roteiristas terem dificuldade de escreverem cenas para Guinan, todos os diálogos entre ela e Picard foram escritos por Piller, que gostava muito da personagem.
A linha do tempo alternativa deu aos roteiristas a oportunidade de mostrar a tripulação da Enterprise de uma forma muito mais dramática e humana do que normalmente seria permitido em um episódio comum. Behr explicou que os roteiristas tiveram liberdade para incluírem mais cenas de ação porque a linha do tempo original seria restaurada ao final, dizendo que "Mesmo sendo um universo alternativo, [Moore] e eu ficamos animados porque percebemos que mataríamos todo mundo em cena". O artista cênico Michael Okuda e o ilustrador Rick Sternbach apresentaram memorandos técnicos a respeito do tipo de anomalia que poderia fazer a Enterprise-C viajar para frente no tempo, sugerindo como possibilidade cordas interestelares super densas. O primeiro rascunho do roteiro foi finalizado em 4 de dezembro e uma reunião de pré-produção ocorreu no mesmo dia. Vários departamentos discutiram sobre orçamento e que itens poderiam ser cortados devido à escala da história. O roteiro final foi finalizado e enviado no dia 8.

### Direção de arte
A Paramount decidiu aumentar o orçamento do episódio, que foi estimado na época como sendo de 1,2 milhões de dólares por episódio. Isto deu aos departamentos de produção mais margem de manobra. Um dos motivos do aumento era que "Yesterday's Enterprise" iria ao ar em fevereiro de 1990, uma época importante para o estúdio conseguir bons números de audiência. O desempenho do episódio iria afetar a renda de anúncios no futuro, pois The Next Generation era transmitido por redifusão diretamente pela Paramount.
O roteiro exigia a criação da Enterprise-C. O ilustrador Andrew Probert, que tinha projetado a Enterprise-D, ficou interessado durante a primeira temporada na linhagem de projeto das naves estelares desde a original USS Enterprise (NCC-1701) do capitão James T. Kirk, algo que foi transformado em um mural em alto-relevo na sala de conferências atrás da ponte de comando. Probert, assim como muitos, supôs que a USS Enterprise (NCC-1701-B) seria uma nave estelar da Classe Excelsior e assim raciocinou que a Enterprise-C compartilharia elementos com a predecessora Classe Excelsior e com a sucessora Classe Galaxy, da qual a Enterprise-D pertencia. Probert, durante esse projeto de linhagem, também produziu um pequeno esboço colorido da sua versão da Enterprise-C, mas ele deixou a série ao final da primeira temporada e sua ausência significou que ninguém sabia como o projeto deveria ser.
Sternbach assumiu os deveres de Probert a partir da segunda temporada e achou que o desenho era um conceito rejeitado para a Enterprise-D, mas o projeto mesmo assim permaneceu em sua mente. Ele seguiu um processo de pensamento similar a Probert e se baseou no antigo esboço quando descobriu sobre as exigências para a nave que apareceria em "Yesterday's Enterprise". A versão de Probert tinha um casco secundário muito curvado que lembrava um navio veleiro, mas Sternbach ficou preocupado que um projeto com tantas curvas compostas fosse difícil de fabricar no tempo disponível, assim ele deixou o casco inteiramente circular. Um conjunto de vistas ortográficas foi criado e enviado para Greg Jein, que fabricou a miniatura de filmagem, que custou pouco mais de dez mil dólares. A miniatura foi depois modificada para representar várias naves estelares da Classe Ambassador em outros episódios de The Next Generation, com a seção do disco e as naceles mais espaçadas entre si a fim de criar uma nave maior.
A equipe de produção implementou várias medidas com o objetivo de diferenciar o universo alternativo do original. Além da ausência de uma conselheira, um "diário militar" foi usado no lugar do tradicional diário do capitão com uma "data de combate" em vez de data estelar. O orçamento maior permitiu que o cenário da ponte de comando fosse todo modificado, algo que normalmente não seria possível. Degraus substituíram as rampas e a cadeira do capitão foi elevada e feita parecer um trono. Mesas mais compridas e espartanas substituíram a decoração padrão do Bar Panorâmico. Figurantes a bordo da Enterprise-D usaram variações dos uniformes da primeira e segunda temporadas, enquanto os personagens principais usaram versões modificadas dos uniformes da terceira temporada. Os tripulantes da Enterprise-C usaram figurinos dos filmes de Star Trek porque custaria muito tempo e dinheiro criar mais de duas dúzias de novos uniformes especialmente para este episódio. A solução do figurinista Robert Blackburn para mudar sua aparência foi remover o cinto e a gola rolê que ficava embaixo das túnicas vermelhas.

### Filmagens e elenco
As filmagens começaram na segunda-feira, 11 de dezembro de 1989, e duraram sete dias. O episódio foi dirigido por David Carson, que só tinha dirigido um episódio de The Next Generation anteriormente. Ele achou que sua relativa falta de experiência ajudou, pois assim não tinha preconceitos sobre como os episódios deveriam ser dirigidos. Carson queria enfatizar o custo de décadas de guerra sobre a tripulação e a ponte, já que a maior parte do episódio se passava no universo alternativo. Ele disse que "Picard realmente parece cansado, desgastado e como um comandante cansado de batalhas, e era assim que queríamos que a ponte fosse: uma ponte cansada de batalhas. Eu tinha várias ideias de fazê-lo o mais forte possível usando luzes baixas, muitos azuis-escuros, deixando tudo muito mais melancólico". O diretor empregou uma abordagem diferente na construção de planos a fim de destacar o impacto das mudanças físicas do cenário, dizendo que "Era minha intenção fazer o mais parecido possível com um submarino e usar luzes de ângulo baixo; basicamente, fazer tudo do jeito contrário que a Enterprise é normalmente filmada". As câmeras foram equipadas com lentes mais longas para reduzir a profundidade das cenas e criar uma sensação mais sombria. O uso de ângulos baixos forçou a modificação da iluminação para que as cenas não parecessem "uma recepção de hotel".
Dois novos papéis necessitavam ser preenchidos para a produção: Rachel Garrett e Richard Castillo. Os atores escolhidos eram ambos fãs de Star Trek. Christopher McDonald foi escolhido como Castillo, com Carson comentando que "O que me impressionou sobre [McDonald] era que ele não era apenas seu galã romântico, mas realmente um ator muito impressionante". Tricia O'Neil foi escolhida como Garrett por motivos semelhantes, pois a atriz não era o tipo normal de comandante de Star Trek. Carson também ficou feliz de poder trabalhar com Crosby e Goldberg. O elenco principal gostou da oportunidade de interpretarem seus personagens de forma diferente. O grau incomum de fricção entre os personagens provocou preocupações entre os produtores. Por exemplo, Berman ficou com medo de que o episódio estava levando a linha do tempo longe demais.
Ganino e Stillwell visitaram as filmagens frequentemente. Membros do elenco principal foram falar com Stillwell com perguntas sobre a natureza do universo alternativo, tentando determinar se ainda estavam interpretando os mesmos personagens. Goldberg chegou a falar com Ganino sobre mudar uma fala, mas ele deferiu a Stillwell por não ser o autor do roteiro, com este notificando o escritório de produção. Berman baniu os dois das gravações depois de descobrir que eles estavam conversando com o elenco.
Segundo Stillwell, muitos elementos planejados nunca chegaram a ser filmados por questões de tempo. Moore desejava uma cena de batalha estendida em que Data seria eletrocutado e Wesley Cruser morto em uma explosão, mas apenas a morte de Riker foi incluída no episódio. Moore afirmou que Berman foi contra as mortes porque não queria ver todos na ponte morrer, enquanto Behr afirmou que o produtor achava que as mortes não funcionavam no corte final do episódio e que poderia ser algo muito deprimente para os fãs. Entretanto, Behr disse que as cenas das mortes chegaram a ser filmadas, mas foram cortadas. A produção do episódio terminou em 19 de dezembro.

## Repercussão

### Audiência
"Yesterday's Enterprise" foi exibido na semana de 19 de fevereiro de 1990. O episódio não foi ao ar em um dia ou horário específicos porque The Next Generation era transmitida nos Estados Unidos por redifusão. Teve uma audiência de 13,1 no índice Nielsen para o período de 19 de fevereiro a 4 de março, o terceiro maior de toda a série e o maior da terceira temporada. "Yesterday's Enterprise" foi assistindo em 12,07 milhões de domicílios nos Estados Unidos, enquanto a média da temporada foi de 9,817 milhões.

### Recepção e prêmios
"Yesterday's Enterprise" foi muito elogiado pela crítica especializada. Zack Handlen da The A.V. Club, em uma resenha retrospectiva, elogiou a história por rapidamente estabelecer sua premissa e o que estava em jogo, além de fazer da morte de Yar um dos "momentos emocionais mais fortes" do episódio e que a "determinação de Tasha de morrer com significado ao final do [episódio] a transforma de um erro em algo nobre e triste". Por outro lado, Keith DeCandido da Tor Books escreveu que apesar de achar que os atores convidados eram excelentes, o retorno de Yar para uma "morte de televisão" é a maior falha do episódio: "É, em resumo, uma morte roteirizada e você pode ver os fios de marionete". O crítico de cinema Jordan Hoffman afirmou que "Yesterday's Enterprise" é "cheio de coisas de Philip K. Dick que na verdade precisam de atenção para serem acompanhadas e todas as vitórias têm um custo", comentando que era um dos favoritos dos fãs por um bom motivo. Similarmente, James Hunt da Den of Geek elogiou o enredo do episódio por encontrar questões humanas na história, elevando-a acima das histórias de viagem no tempo padrão da ficção científica.
O crítico Marc Bernardin da Entertainment Weekly descreveu "Yesterday's Enterprise" como o "experimento de viagem no tempo mais inteligente" de Star Trek e um favorito dos fãs. John Cloud da revista Time elegeu o episódio como um dos dez melhores momentos da franquia Star Trek, incluindo tanto séries de televisão quanto filmes, salientando como o trabalho de vários roteiristas "poliram o episódio à um suspense tenso e imprevisível com um complemento emocionante de feisers e torpedos fotônicos". Tim Lai do Toronto Star listou os episódios de viagem no tempo de The Next Generation, destacando especificamente "Yesterday's Enterprise", como um dos vinte melhores elementos de toda a série, enquanto Michael Weyer da Comic Book Resources escolheu este episódio como o segundo melhor de viagem no tempo de toda a franquia, atrás apenas de "The City on the Edge of Forever" de The Original Series. "Yesterday's Enterprise" foi listado como um dos melhores episódios de The Next Generation por publicações como a Entertainment Weekly, The Hollywood Reporter e Nerdist, além de uma das melhores produções de toda a franquia Star Trek pela Empire, IGN e TV Guide.
"Yesterday's Enterprise" também foi bem recebido pelos membros da equipe de produção. Piller atribuiu o sucesso aos atores, a Carson e à equipe de pós-produção, comentando que "Conceitualmente, ele foi maravilhoso, vindo das cabeças de algumas pessoas aqui ... Era uma premissa tão fascinante e complicada, porém no final foi o material dos personagens que deixou todos orgulhosos". Moore comentou que as performances e ação ficaram ótimas, mas expressou certo arrependimento por não ter salvo a ideia para o filme Star Trek Generations, em que seria a USS Enterprise (NCC-1701-A) com Kirk e Spock que viajaria para o futuro e encontraria com a Enterprise-D. É um favorito e fonte de influência de John Logan e Roberto Orci, roteiristas dos filmes Star Trek: Nemesis e Star Trek, respectivamente. Já o ator Jonathan Frakes admitiu que "Até hoje eu não entendo 'Yesterday's Enterprise'. Não entendo que diabos aconteceu naquele episódio. Eu ainda estou tentando entender – mas gostei do visual".
"Yesterday's Enterprise" foi indicado a três Prêmios Emmy do Primetime, vencendo um. James Wolvington, Bill Wistrom, Mace Matiosian, Wilson Dyer e Gerry Sackman venceram na categoria de Melhor Edição de Som para uma Série, enquanto Alan Bernard, Doug Davey, Chris Haire e Richard Morrison foram indicados em Melhor Mixagem de Som para uma Série Dramática, e Dennis McCarthy indicado para Melhor Realização em Composição Musical para uma Série (trilha dramática).

## Mídia caseira
O primeiro lançamento de "Yesterday's Enterprise" para mídia caseira foi em fita VHS, estreando em 11 de julho de 1995 nos Estados Unidos e Canadá. Foi incluído na caixa de DVDs da terceira temporada de The Next Generation, lançada nos Estados Unidos em 2 de julho de 2002. "Yesterday's Enterprise" foi incluído em 2009 em uma coleção de DVD chamada The Best of Star Trek: The Next Generation junto com "The Measure of a Man" e "The Best of Both Worlds, Parts I & II", criada e lançada com o objetivo de coincidir com a estreia nos cinemas do filme Star Trek. Também esteve incluído no lançamento em Blu-ray da terceira temporada em 30 de abril de 2013.